# Distrito de Aiga-i-le-Tai
Aiga-i-le-Tai es un distrito de Samoa que incluye las pequeñas islas de Manono, Apolima y la pequeña y deshabitada Nuulopa, situadas en el estrecho de Apolima, entre las dos islas principales del país, Upolu y Savai'i.
El distrito incluye parte de la tierra firme en el extremo occidental de Upolu y rodea un exclave del distrito de A'ana, concretamente el pueblo de Satuimalufilufi.
Históricamente, la isla de Manono ha sido el centro del distrito. En la actualidad, el centro principal es Mulifanua, donde se encuentra la terminal del ferry interinsular para las travesías marítimas entre Savai'i y Upolu.
Con una superficie de solo 27 km², Aiga-i-le-Tai es el distrito electoral más pequeño del país, con una población (censo de 2016) de 5.029 habitantes. Va'a-o-Fonoti es el único distrito electoral con una población menor.
Las palabras 'aiga i le tai significan literalmente 'familia junto al mar' en el idioma samoano. 

## Títulos principales

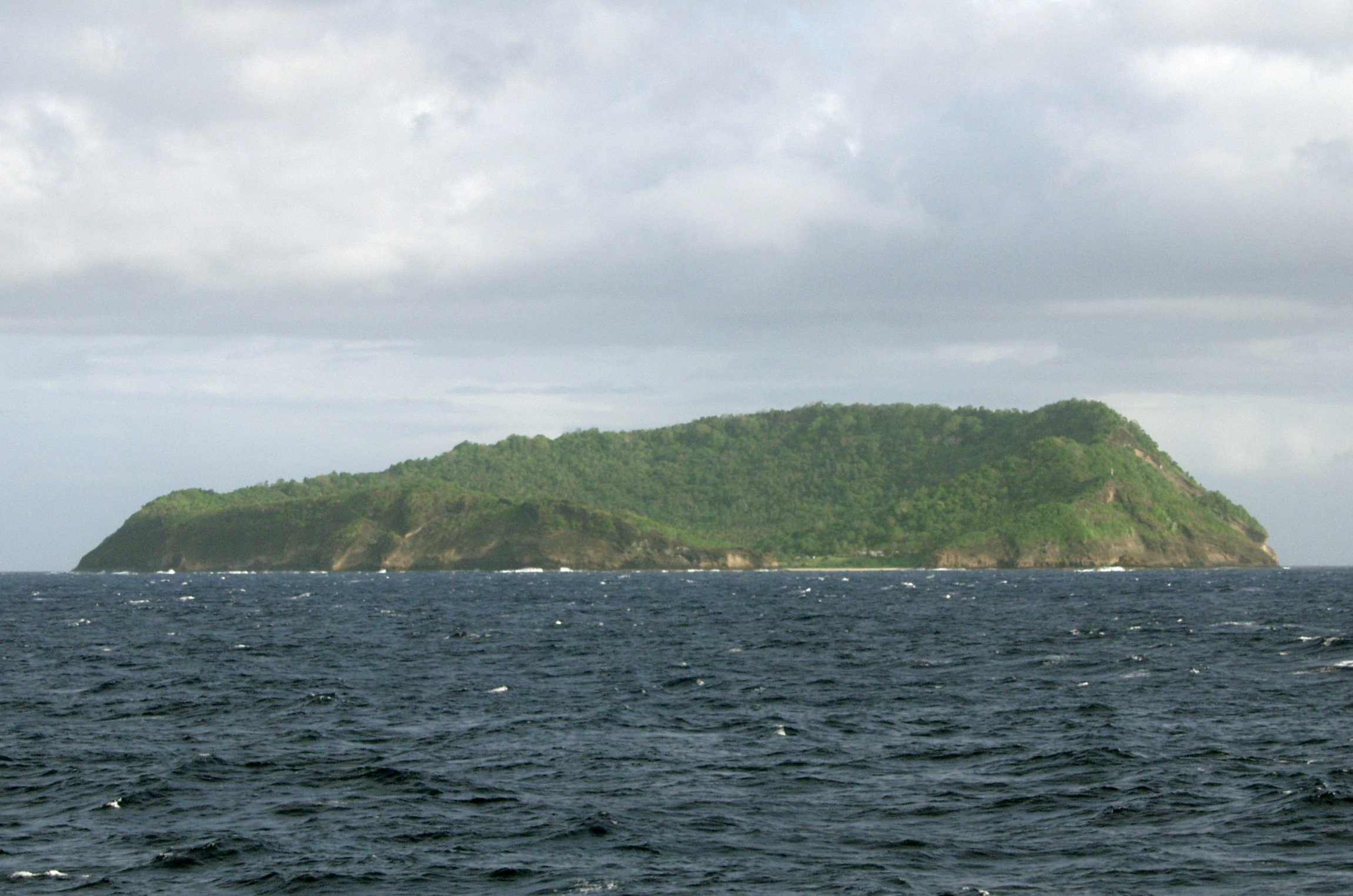
Apolima Island (Samoa) as seen from the Upolu-Savaiʻi ferry

Históricamente, el poder naval de Manono y Apolima desempeñó un papel importante en las luchas de poder político entre los clanes nacionales.
Uno de los títulos de jefe (matai) más importantes de los distritos es Luatutu Aupa'au Leiataua. El distrito es también una de las principales patas del clan Sa Malietoa. Manono desempeña un papel importante en la elección de los titulares de Malietoa, ya que el pueblo de Malie también consulta a Manono en la elección de los titulares, de ahí la importancia del título de Malietoa en este distrito.

## Terminal de ferry de Mulifanua
En la actualidad, la terminal de ferry de Mulifanua, situada en la costa noroeste de Upolu, es el segundo puerto más importante de la isla, después del más concurrido de la capital, Apia. El puerto es la principal conexión interinsular con la isla de Savai'i. Un transbordador regular de pasajeros y vehículos opera los siete días de la semana, durante el día, entre Mulifanua y la terminal de transbordadores de Salelologa, en Savai'i. Durante la travesía se pueden ver las vistas de Apolima y Manono.

## Arqueología
La arqueología de Samoa ha descubierto en Mulifanua fragmentos de cerámica prehistórica de Lapita y azuelas, descubiertos durante las obras de ampliación del muelle en 1973. Los científicos neozelandeses han calculado que la fecha más antigua de los restos prehistóricos de Mulifanua es probablemente de unos 3.000 años antes del presente. El yacimiento sumergido de Lapita se descubrió accidentalmente en la década de 1970 durante las obras de ampliación del muelle del ferry interinsular. Se trata del único yacimiento de Samoa en el que se han encontrado fragmentos de Lapita decorados, aunque se han encontrado restos de cerámica sencilla en otras partes de Samoa y Samoa Americana.